# Schürerovská sklárna
Schürerovská sklárna v Broumech je částečně zaniklý areál sklárny založené okolo roku 1600 v centrální části Křivoklátska. Vyrábělo se zde sklo pro potřeby alchymistů, kteří pracovali na dvoře císaře Rudolfa II. Areál sklárny, z níž se plně dochoval jen dům glasmistra, je chráněn jako kulturní památka.

## Historie
Sklárnu založil na pokyn vydaný v roce 1599 císařem Rudolfem II. Kryštof Schürer. Vybudoval ji na své náklady na císařem přidělených šesti lánech lesa. Sklárnu tvořily kromě obytného domu s dvorem a se skelnou hutí také mlýn s jedním kolem, pila, malý rybník, domky pro dělníky a přilehlá pole a louky. Obyvatelé osady byli poddanými křivoklátského panství, ale majitel sklárny byl svobodný a měl řadu práv. Mohl prodávat maso, péct a prodávat chléb, vařit a prodávat pivo. V lesích směl chytat ptáky. Za to odváděl při svátcích svatého Havla a svatého Jiří poplatky po dvaceti kopách míšeňských grošů a jednou ročně musel na Křivoklát dodat truhlu okenních skel nebo čtyři kopy grošů.
Ve skelné huti se vyrábělo sklo pro alchymisty, kteří působili na císařském dvoře. Úpadek sklárny způsobila třicetiletá válka. Její areál roku 1851 koupili Valdštejnové a přestavěli jej na hospodářský dvůr. Pozemky dvora byly v první etapě pozemkové reformy rozparcelovány.

## Stavební podoba
Z celého areálu se zachoval pouze dům glasmistra a fragmenty dalších budov jižně od něj. Původní dům byl na počátku osmnáctého století prodloužen přístavkem. V dochované podobě má přízemní budova půdorys písmena L, čtyři okenní osy a valbovou střechu.